# MaK 240 B
Die MaK 240 B und MaK 240 C sind zwei Typen von laufradsatzlosen Diesellokomotiven, die die Firma MaK in den 1950er und 1960er Jahren für Privat- und Werkbahnen baute. Die beiden bis auf das Fahrwerk baugleichen Bauarten sind die kleinsten Typen der sogenannten MaK-Stangenlokomotiven.

## Technik

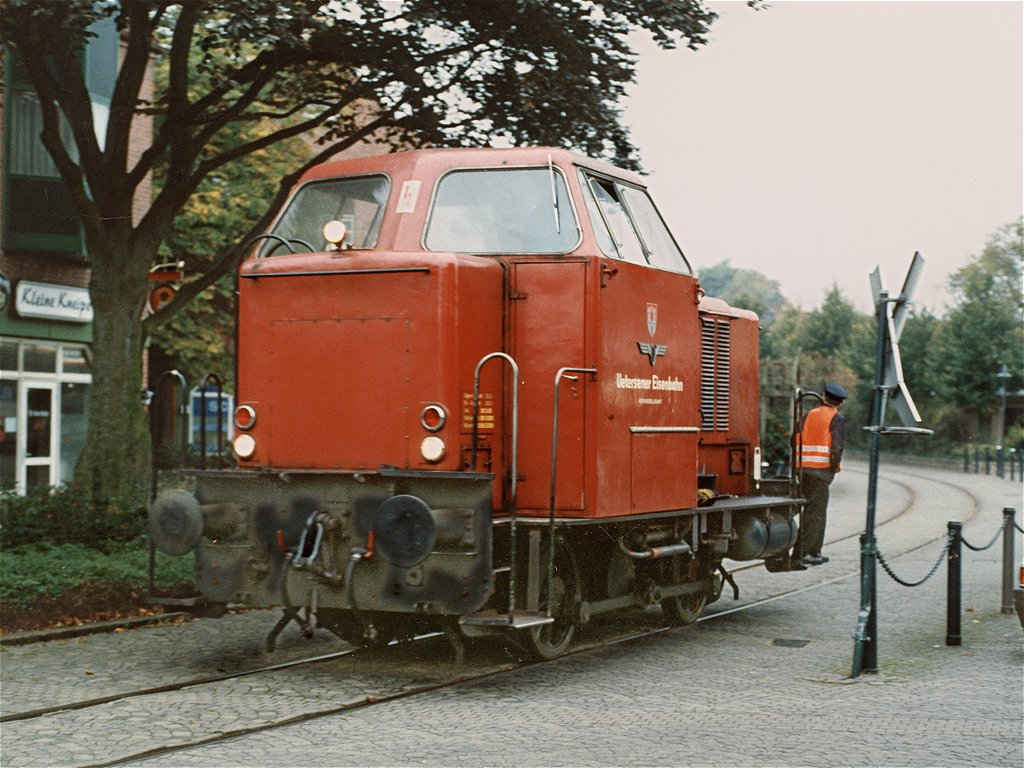
240 B im Einsatz bei der Uetersener Eisenbahn

Die Bauart 240 B verfügt über zwei, die 240 C hingegen über drei Treibradsätze. Die Verwendung eines dritten Treibradsatzes bei der 240 C diente der Verringerung der Radsatzlast von minimal 14 t auf minimal 10 t und zugleich der Erhöhung der Zugkraft. Beide Bauarten wurden bereits im ersten Typenprogramm der MaK ab 1954 angeboten. Die erste 240 B verließ die Werkhallen noch im gleichen Jahr, die erste 240 C folgte ein Jahr später.
Die Loks sind auf einem aus Walzprofilen und Stahlblechen verschweißten Rahmen aufgebaut. Der Motor samt Kühlanlage ist unter dem langen Vorbau, das Getriebe unter dem Führerhaus sowie die Kraftstoffbehälter und verschiedene Hilfsaggregate unter dem kürzeren Vorbau angeordnet.  Eine Vorrichtung zur Zugheizung war nicht erhältlich; die Maschinen waren nicht für den Einsatz vor Personenzügen, sondern in erster Linie auf Werksbahnen vorgesehen.

Angetrieben werden beide Ausführungen von einem MaK-Sechszylindermotor des Typs MS 24 mit 240 PS (177 kW) bei 800/min. Wie auch bei den anderen Baureihen des Typenbaukastens erfolgt die Kraftübertragung vom Motor über ein dieselhydraulisches Getriebe (hier: Voith Typ L 33 yUb). Der Antrieb der Treibachsen erfolgt ebenfalls wie bei den größeren Baureihen des Stangenlokbauprogramms von der als Blindwelle ausgeführten Abtriebswelle des dem hydrodynamischen Getriebeteil nachgeschalteten mechanischen Zweigangstufen- und Wendegetriebeteiles aus über Kuppelstangen auf die fest im Rahmen gelagerten Radsätze. Die Blindwelle ist bei der 240 B mittig und bei der 240 C zwischen dem zweiten und dritten Radsatz angeordnet.

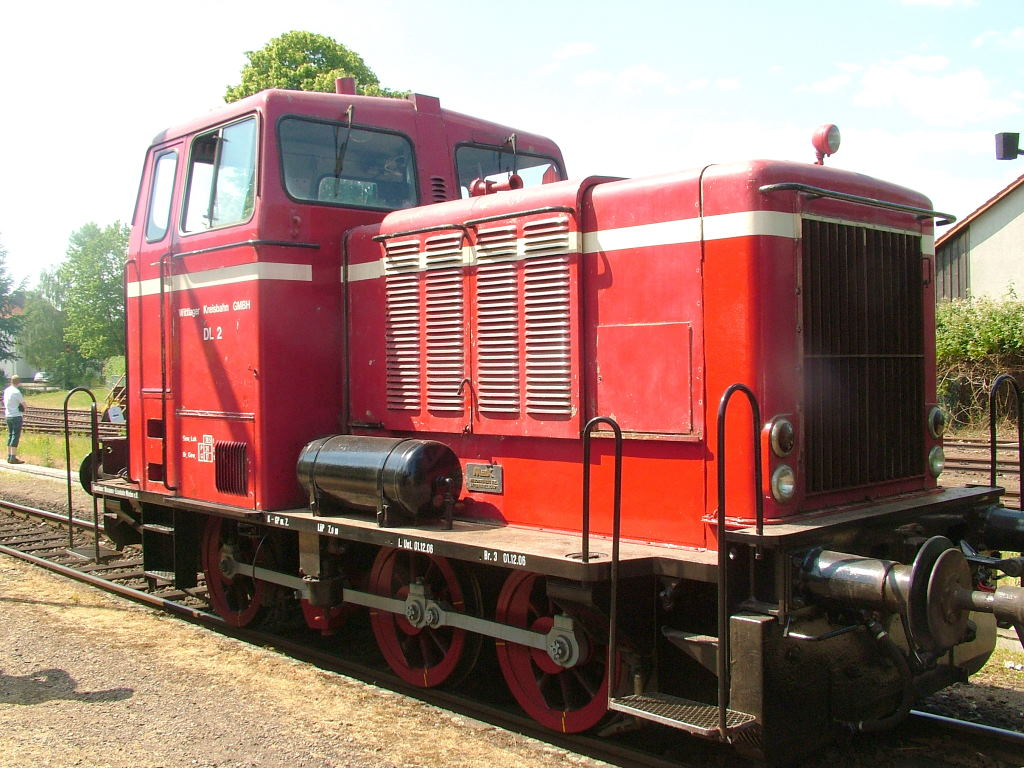
240 C als Museumslok bei der MEM

Das Dienstgewicht liegt bei verschiedenen Bauausführungen zwischen 28 und 36 t. Um das höhere Gewicht zu realisieren, wurde die Pufferbohle durch Gewichte ergänzt, was zur Folge hat, dass dadurch auch die Länge von 7700 bis 8100 mm variiert.
Die Höchstgeschwindigkeit liegt im Streckengang bei 56 km/h und im Rangiergang bei 28 km/h. Der Tankinhalt beträgt je nach Ausführung zwischen 300 und 1000 l.
Zunächst wurden die 240 B und 240 C mit den gleichen Führerhäusern wie die größeren Typen ausgeliefert, ab 1958 wurde eine modernisierte Bauform aufgebaut.

## Einsatz
Insgesamt wurden 14 Lokomotiven der Bauart 240 C und 55 der Bauart 240 B gebaut. Die letztgebaute 240 B (Fabriknummer 220089 von 1967) war gleichzeitig die vorletzte Stangenlokomotive aus Kiel (vor der letzten 450 C), nachdem bereits in den Jahren zuvor die ersten Lokomotiven des neuen Typenprogramms ausgeliefert worden waren.
Viele der zweiachsigen Lokomotiven gelangten zu Unternehmen der Montanindustrie, die Dortmunder Bergbau-AG nahm alleine 19 der 55 Lokomotiven ab. Weitere Einsatzgebiete waren Hafenbahnen sowie Chemieunternehmen wie die Ruhr-Raffinerie in Hünxe mit fünf Lokomotiven.

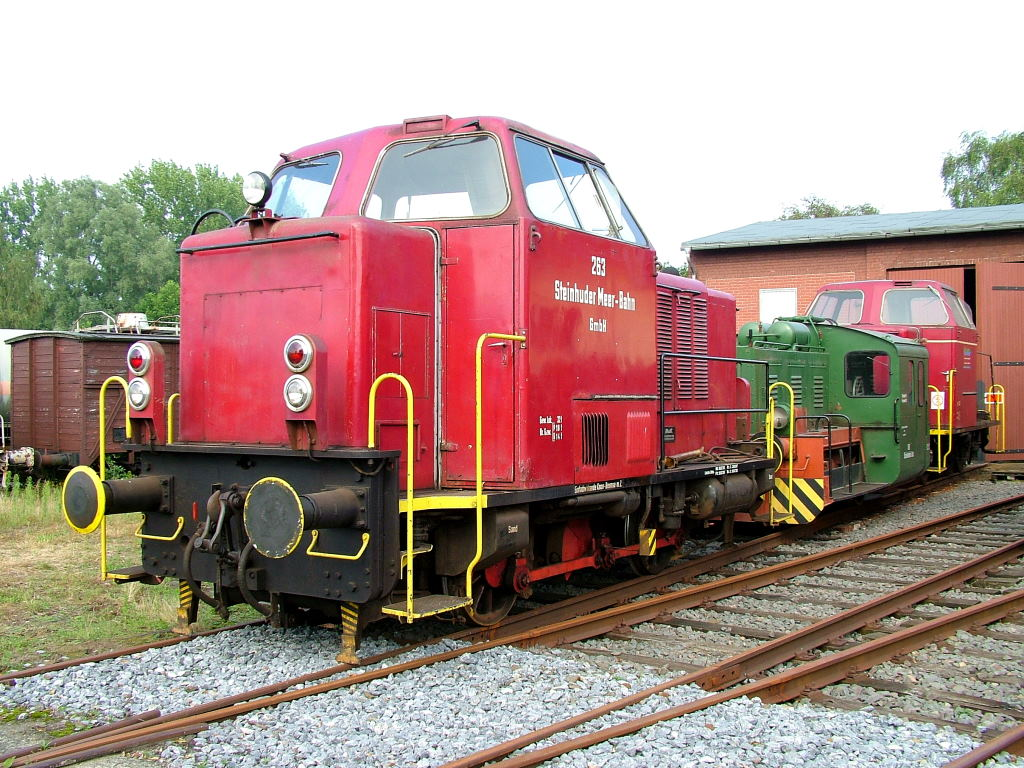
240B im Betriebswerk Neuenhaus

Ähnlich aufgebaut ist auch das Einsatzfeld der dreiachsigen Lokomotiven, wobei diese hingegen auch bei kleineren Privatbahnen eingesetzt wurden. Drei Maschinen wurden bei der Bad Orber Kleinbahn auch im Personenverkehr eingesetzt.
Heute sind noch 25 Loks der Bauart 240 B und acht der Bauart 240 C erhalten, bei weiteren sechs bzw. zwei ist der Verbleib unbekannt. Viele dieser Lokomotiven sind museal oder als Denkmal erhalten. Zwei Lokomotiven beider Bauarten (darunter die ehemalige D 12 der Bentheimer Eisenbahn, die nach Aufarbeitung seit November 2013 wieder betriebsfähig ist) befinden sich im Besitz des Grafschafter Modelleisenbahnclubs und können seit 2017 im Klukkerthafen Nordhorn besichtigt werden, ebenso befindet sich noch die Lok „DL2“ der ehemaligen Wittlager Kreisbahn im Museumseinsatz auf ihrer Stammstrecke. Einige wenige finden sich jedoch auch im Jahr 2010 noch im regulären Einsatzbestand verschiedener Werkbahnen.